# Miguel Tendillo Belenguer
Miguel Tendillo Belenguer, conegut futbolísticament com a Tendillo, és un exfutbolista professional valencià nascut a Montcada (Horta Nord) l'1 de febrer de 1961. Jugava de defensa central, arribant a ser internacional per Espanya.
Es caracteritzava per ser fort, elàstic, tècnic, poderós per alt i elegant amb el baló controlat. Encara que pujava poc a l'atac, resultava perillós per a l'equip contrari en els serveis de cantó i, dotat a més d'un tir precís des de la vora de l'àrea, però la seua especialitat eren els marcatges als davanters avançant-se en totes les situacions i deixar-los sense opcions. Va tenir durant 38 anys el rècord de ser el jugador més jove dels xès a jugar 50 partits de lliga, amb 19 anys i 351 dies, fins que va ser superat el novembre de 2019 per Ferran Torres (amb 19 anys i 254 dies).

## Trajectòria
Arribant a les categories inferiors del València CF procedent de la seua localitat natal, va arribar a la titularitat en el CE Mestalla als 16 anys. Sent internacional amb les seleccions inferiors de la selecció espanyola, va jugar un gran torneig en el Campionat del Món de Futbol sub-20 1979 disputat al Japó, guanyat per Argentina amb Diego Armando Maradona com a màxim golejador del torneig.
En la temporada 1978-1979 debuta en Primera divisió en la jornada 22, el 25 de febrer de 1979 a Mestalla en un València CF - Burgos CF i amb només tres partits disputats en el tram final de la temporada, Tendillo va arribar a jugar alguns minuts en la final de la Copa del Rei de 1979 guanyada al Reial Madrid en l'estadi Vicente Calderón per 0-2 amb dos gols de Mario Kempes.
A la temporada següent, es va fer amb un lloc en l'equip titular, aconseguint el títol de la Recopa, jugant de titular en la final disputada en l'estadi de Heysel (Brussel·les) en els agònics llançaments de penals on el porter valencianista Carlos Pereira es va convertir en l'heroi valencianista.
La setmana següent és convocat per la selecció absoluta, amb només 19 anys i 3 mesos debuta el 21 de maig de 1980 en un Dinamarca-Espanya amb empat a dos final jugat a Copenhaguen.
Ladislao Kubala, seleccionador espanyol, el convoca per a l'Eurocopa de 1980 disputada a Itàlia fent-lo jugar de lateral dret, ja que el lloc de central l'ocupava Migueli. Fou el jugador més jove en haver mai representat Espanya en una fase final d'una Eurocopa, mantenint el rècord durant 40 anys, fins que fou superat per Pedri a l'Eurocopa 2020.
En el València CF en la temporada següent es va proclamar campió de la Supercopa d'Europa jugant Tendillo en el partit de tornada disputat a Mestalla el 17 de desembre de 1980.
José Santamaría seleccionador espanyol el convoca per al Mundial de 1982 celebrat a Espanya, jugant aquesta vegada en el lloc de central. El fracàs de la selecció espanyola, amb Tendillo com un dels seus màxims estendards, va arrossegar-lo com a quasi tots els titulars de la selecció a l'absència en els següents compromisos.
El València CF va travessar en 1983 una campanya de resultats dolents que a Tendillo li va afectar en el seu joc, ja que va perdre netedat i estabilitat encara que continuava oferint un joc estètic. Seu va ser el gol al Reial Madrid que va deixar al València CF en Primera, fent perdre el títol de lliga al club madridista en l'última jornada d'infart.
La temporada 1985/86 el València CF va descendir a la Segona Divisió després d'una pèssima campanya plena de golejades com el 5-0 del Reial Madrid o el 6-0 davant la Reial Societat. El 20 d'abril de 1986 es va confirmar el descens després de la derrota 3-0 davant el FC Barcelona, previ empat de Cadis CF i Betis, els altres dos equips implicats en el descens aquell any. El València CF va finalitzar la lliga 16º a només un punt del Cadis CF, 15º. Aquest descens va ser conseqüència de diversos anys on tant la situació econòmica com esportiva havien anat molt a pitjor. El descens a Segona Divisió li va motivar a anar-se del club.
Va fitxar pel Reial Múrcia CF, un nou ascendit a la primera divisió per a la temporada 1986/1987, convertint-se un luxe per a un equip modest, aconseguint mantindre la categoria.
A la temporada següent Tendillo fitxa pel Reial Madrid, on retorna, freqüentant la titularitat, a l'elit de la lliga i d'Europa, romanent quatre temporades on va ampliant el seu palmarès nacional.
Després de la seua època en el Reial Madrid, acaba jugant en Primera divisió en el Burgos CF una temporada més, per a després retirar-se del futbol professional.

## Palmarès
- 3 Campionats de Lliga espanyola: 1987/1988, 1988/1989, 1989/1990.
- 2 Copes del Rei: 1979, 1989.
- 3 Supercopes d'Espanya: 1988,1989,1990.
- 1 Recopa d'Europa: 1980.
- 1 Supercopa d'Europa: 1980.